# Nefazodona
Nefazodona (Dutonin, Nefadar, Serzone) es un antidepresivo registrado por Bristol-Myers Squibb. Su venta estuvo interrumpida en 2003 en algunos países debido a una incidencia rara de hepatotoxicidad (daño de hígado), que podía dirigir a la necesidad de un trasplante de hígado, o incluso la muerte. La incidencia de daño de hígado severo es aproximadamente de 1 en cada 250,000 a 300,000 paciente-años. El 14 de junio de 2004, Bristol-Myers Squibb interrumpió la venta de Serzone en los Estados Unidos y Canadá. Muchas formulaciones genéricas de nefazodona están todavía disponibles.

## Farmacología
Nefazodona actúa principalmente como un potente antagonista de los receptores 5-HT2A. También tiene afinidad moderada para el receptor α1-adrenérgico (Kd 48 nM) y para el receptor 5-HT1A (Kd 80 nM), y afinidad muy baja para el receptor α2-adrenérgico (Kd 640 nM) y el receptor D2 (Kd 910 nM). Nefazodona tiene baja afinidad para la serotonina (200 nM), norepinefrina (360 nM), y dopamina (360 nM), transportadores también, y por lo tanto actúa como un inhibidor débil de la recaptación de serotonina-norepinefrina-dopaminaa (SNDRI). Tiene afinidad insignificante para el receptor H1 (24,000 nM) o los receptores muscarínicos de acetilcolina (11,000 nM), por lo que carece de cualquier efecto secundario de tipo antihistamínico o anticolinérgico.

## Dosis
La dosis para adultos típicamente inicia en 100 mg dos veces al día (200 mg/día) hasta un máximo de 600 mg/día (300 mg dos veces diario), según la Administración de Alimentos y Medicamentos (FDA) . Algunos pacientes con depresión severa estuvieron tratados con más de 600 mg/día. La mayoría de los pacientes estuvieron tratados con 300 mg@–600 mg diariamente.

## Efectos secundarios
Los más comunes y suaves efectos secundarios informados en pruebas clínicas incluyen boca seca (25%), sedación/somnolencia (25%), náusea (22%), mareo (17%), visión/anormal empañada (16%), debilidad (11%), aturdimiento (10%), confusión (7%), y hipotensión ortostática (5%). Algunas raras reacciones adversas serias pueden incluir reacción alérgica, desmayo, priapismo (erección/prolongada dolorosa), e ictericia.
A diferencia de la mayoría de inhibidores de la recaptación de la serotonina, la nefazodona tiene una incidencia baja de efectos negativos en la libido o función sexual, y es ocasionalmente utilizado como tratamiento para la impotencia inducida por los SSRI o SNRI. Además, a diferencia de la mirtazapina, la nefazodona no está especialmente asociada al aumento de peso y apetito.

## Interacciones
La nefazodona es un potente inhibidor de la CYP3A4, un isoenzima del sistema citocromo P450, y por tanto puede interaccionar adversamente con muchos medicamentos que son metabolizados por la CYP3A4.

## Ventajas
Tiene ventajas sobre otros antidepresivos como la baja posibilidad de perturbar el sueño o la disfunción sexual, así como la capacidad de tratar algunos pacientes que no respondieron a otros fármacos antidepresivos.
La nefazodona, aunque es un antidepresivo, también puede ser beneficioso en la profilaxis de migrañas debido a sus efectos antagonistas en los receptores 5-HT2A y 5-HT2C. Tiene un perfil más favorable de efectos adversos que la amitriptilina, un antidepresivo tricíclico generalmente utilizado para profilaxis de migraña.